# Keo Sokpheng
Keo Sokpheng (tiếng Khmer: កែវ សុខផេង; sinh ngày 3 tháng 3 năm 1992) là một cầu thủ bóng đá người Campuchia hiện đang thi đấu cho Visakha tại C-League và đội tuyển quốc gia Campuchia.

## Thời thơ ấu
Keo Sokpheng sinh ra ở làng Roka Kandal, Kratié, Campuchia. Anh có cha là người Hoa gốc Việt, còn mẹ là người Việt (quê quán Tây Ninh). Anh từng sống ở Việt Nam cho đến hết năm lớp 9 nên nói thông thạo cả tiếng Khmer và tiếng Việt..

## Bàn thắng quốc tế
Tính đến ngày 14 tháng 6 năm 2022
| #  | Ngày                 | Địa điểm                                                   | Số trận | Đối thủ           | Bàn thắng | Kết quả | Giải đấu                      |
| -- | -------------------- | ---------------------------------------------------------- | ------- | ----------------- | --------- | ------- | ----------------------------- |
| 1  | 20 tháng 8 năm 2015  | Sân vận động Olympic, Phnôm Pênh, Campuchia                | 2       | Bhutan            | 2–0       | 2–0     | Giao hữu                      |
| 2  | 3 tháng 11 năm 2015  | Sân vận động Olympic, Phnôm Pênh, Campuchia                | 7       | Brunei            | 4–1       | 6–1     | Giao hữu                      |
| 3  | 3 tháng 11 năm 2015  | Sân vận động Olympic, Phnôm Pênh, Campuchia                | 7       | Brunei            | 5–1       | 6–1     | Giao hữu                      |
| 4  | 2 tháng 6 năm 2016   | Sân vận động Quốc gia, Cao Hùng, Đài Loan                  | 11      | Đài Bắc Trung Hoa | 1–1       | 2–2     | Vòng loại AFC Asian Cup 2019  |
| 5  | 9 tháng 10 năm 2016  | Sân vận động Olympic, Phnôm Pênh, Campuchia                | 16      | Sri Lanka         | 3–0       | 4–0     | Giao hữu                      |
| 6  | 9 tháng 10 năm 2016  | Sân vận động Olympic, Phnôm Pênh, Campuchia                | 16      | Sri Lanka         | 4–0       | 4–0     | Giao hữu                      |
| 7  | 18 tháng 10 năm 2016 | Sân vận động Olympic, Phnôm Pênh, Campuchia                | 18      | Brunei            | 2–0       | 3–0     | Vòng loại AFF Cup 2016        |
| 8  | 14 tháng 7 năm 2017  | Sân vận động Thành phố Thể thao Zayed, Abu Dhabi, UAE      | 24      | Ả Rập Xê Út       | 2–3       | 2–7     | Giao hữu                      |
| 9  | 20 tháng 11 năm 2018 | Sân vận động Olympic, Phnôm Pênh, Campuchia                | 38      | Lào               | 3–1       | 3–1     | AFF Cup 2018                  |
| 10 | 5 tháng 9 năm 2019   | Sân vận động Olympic, Phnôm Pênh, Campuchia                | 42      | Hồng Kông         | 1–1       | 1–1     | Vòng loại FIFA World Cup 2022 |
| 11 | 14 tháng 11 năm 2019 | Sân vận động Olympic, Phnôm Pênh, Campuchia                | 46      | Mông Cổ           | 1–1       | 1–1     | Giao hữu                      |
| 12 | 12 tháng 10 năm 2021 | Sân vận động Thành phố Thể thao Khalifa, Isa Town, Bahrain | 51      | Guam              | 2–1       | 2–1     | Vòng loại AFC Asian Cup 2023  |
| 13 | 2 tháng 6 năm 2022   | Sân vận động Quốc gia Morodok Techo, Phnôm Pênh, Campuchia | 54      | Đông Timor        | 1–1       | 2–1     | Giao hữu                      |
| 14 | 14 tháng 6 năm 2022  | Sân vận động Salt Lake, Kolkata, Ấn Độ                     | 57      | Afghanistan       | 2–2       | 2–2     | Vòng loại AFC Asian Cup 2023  |
| 15 | 29 tháng 12 năm 2022 | Sân vận động Quốc gia Morodok Techo, Phnôm Pênh, Campuchia | 60      | Brunei            | 3–1       | 5–1     | AFF Cup 2022                  |

## Danh hiệu

### Câu lạc bộ
Boeung Ket Rubber Field
- C-League: 2012

Phnom Penh Crown
- C-League: 2015